# Julian Winn
Julian John Winn (nascido em 23 de setembro de 1972) é um ex-ciclista galês que competiu representando o Reino Unido nos Jogos Olímpicos de 2004, em Atenas.